# SKNFA Primera División
La Saint Kitts Division 1 es la categoría menor de fútbol de San Cristóbal y Nieves, organizada por la Asociación de Fútbol de San Cristóbal y Nieves desde 1999.

## Formato
El torneo se juega con una primera ronda, donde los 9 equipos se enfrentan todos contra todos a 2 vueltas, donde los 4 primeros lugares avanzan a la siguiente fase.
En la segunda ronda, los 4 equipos se enfrentan todos contra todos a una vuelta, donde los 2 primeros lugares avanzan a la final para ver quien será el campeón.
Los finalista de la segunda categoría asciende a la Primera.

## Equipos 2025
- Conaree Fireball International FC
- Dieppe Bay Eagles
- Garden Hotspurs FC
- Lodge Patriots FC
- Molineaux FC
- Newtown United FC
- Rivers of Living Water FC
- Saddlers United
- Trinity/Challengers United
- Trafalgar Southstars

## Palmarés
| Año     | Campeón                            |
| ------- | ---------------------------------- |
| 1999    | Blackburns FC                      |
| 2000-01 | St. Peters Strikers FC             |
| 2001-02 | St Thomas Trinity Strikers FC      |
| 2002-03 | St. Peters Strikers FC             |
| 2003-04 | United Old Road Jets FC            |
| 2004-05 | Cayon Rockets                      |
| 2005-06 | St Thomas Trinity Strikers FC      |
| 2006-07 | Mantab United FC                   |
| 2007-08 | KFC Challengers United             |
| 2008-09 | Clarence Fitzroy Bryant College FC |
| 2009-10 | St Thomas Trinity Strikers FC      |
| 2010-11 | Cayon Rockets                      |
| 2011-12 | Saddlers United FC                 |
| 2012-13 | KFC Challengers United             |
| 2013-14 | Cayon Rockets                      |
| 2014-15 | Bath United                        |
| 2015-16 | United Old Road Jets FC            |
| 2016-17 | Desconocido                        |
| 2017-18 | United Old Road Jets FC            |
| 2018-19 | Security Forces United FC          |
| 2019-20 | Bath United                        |
| 2020-21 | no disputado                       |
| 2021-22 | Sandy Point FC                     |
| 2023    | Trafalgar Southstars               |
| 2024    | Security Forces United FC          |
| 2025    | Dieppe Bay Eagles                  |

## Títulos por club
| Club                               | Campeón | Años campeón     |
| ---------------------------------- | ------- | ---------------- |
| St Thomas Trinity Strikers FC      | 3       | 2002, 2006, 2010 |
| Cayon Rockets                      | 3       | 2005, 2011, 2014 |
| United Old Road Jets FC            | 3       | 2004, 2016, 2018 |
| St. Peters Strikers FC             | 2       | 2001, 2003       |
| KFC Challengers United             | 2       | 2008, 2013       |
| Bath United                        | 2       | 2015, 2020       |
| Blackburns FC                      | 1       | 1999             |
| Mantab United FC                   | 1       | 2007             |
| Clarence Fitzroy Bryant College FC | 1       | 2009             |
| Saddlers United FC                 | 1       | 2012             |
| Security Forces United FC          | 1       | 2019             |